# Knallgold
Knallgold oder auch Chloridknallgold (lateinisch Aurum fulminans) ist ein gelbes bis gelb-oranges amorphes heterogenes Gemisch aus verschiedenen polymeren Verbindungen, die bei der Reaktion von vorwiegend Gold(III)-oxid, Gold(III)-hydroxid oder Gold(III)-chlorid mit wässriger Ammoniaklösung oder Ammoniumsalzen entstehen. Das Gemisch ist hochexplosiv mit der Reib- und Stoßempfindlichkeit eines Initialsprengstoffes. Bisher konnte es noch nicht eindeutig mit einer chemischen Formel beschrieben werden.

## Geschichte
Knallgold wurde erstmals von den deutschen Alchemisten Basilius Valentinus sowie von Sebalt Schwertzer in seinem 1585 erschienenen Werk Chrysopoeia Schwaertzeriana beschrieben. Schwertzer löste eine Goldprobe in Königswasser auf, setzte gesättigte Ammoniumchloridlösung zu, ließ die Lösung ausfällen und trocknete sie abschließend mit Weinstein. Chemiker des 16. und 17. Jahrhunderts waren sehr an dieser explosiven Goldverbindung interessiert, und viele wurden durch Detonationen während ihrer Experimente verletzt. Jöns Jacob Berzelius, einem führenden Chemiker und Zeitgenossen John Daltons, explodierte 1809 ein Becher mit einer Knallgoldprobe in seiner Hand, wobei er sich an der linken Hand und den Augen schwer verletzte. Nicolas Lémery beschrieb die Zubereitung von Knallgold und formulierte erstmals eine wissenschaftliche Theorie für dessen Entstehung, die in ihren Grundzügen der heutigen entspricht. Im 18. Jahrhundert wies Carl Wilhelm Scheele nach, dass Ammoniak die Bildung des Komplexes förderte und dass das bei der Detonation entstehende Gas hauptsächlich Stickstoff enthält. Jean Baptiste Dumas fand heraus, dass Knallgold neben Gold und Stickstoff auch Wasserstoff und Chlor enthielt. Nach dem Zersetzen einer gemahlenen Probe mit Kupfer(II)-oxid stellte er fest, dass es ein Salz mit einem Ammonium-Kation und einem Goldstickstoffkomplex als Anion war. 1886 wies Friedrich Raschig nach, dass Knallgold keine homogene Verbindung, sondern vielmehr eine Mischung aus mehreren Verbindungen ist. Ernst Weitz untersuchte die Verbindung in den 1910er Jahren nach dem Stand der Technik und kam zu dem Schluss, dass Knallgold eine Mischung aus „Diamidoiminidoaurichlorid“ und 2Au(OH)3 ⋅ 3NH3 ist. Seine Schlussfolgerungen zur chemischen Formel erwiesen sich zwar als unrichtig, jedoch boten sie Anknüpfungspunkte für die Arbeiten späterer Wissenschaftler.

## Gewinnung und Darstellung
Knallgold entsteht durch die Reaktion von Gold(III)-oxid, Gold(III)-hydroxid oder Gold(III)-chlorid mit wässriger Ammoniaklösung oder Ammoniumsalzen. Die Verbindung weist eine direkte Gold-Stickstoff-Bindung auf. Es wurde als dreckig oliv-grünes Pulver beschrieben, wenn es aus Goldhydroxid und Ammoniakwasser hergestellt wurde, oder als gelbes bis schwarzes Pulver bei der Herstellung aus Goldoxid und konzentriertem Ammoniak. Die Zusammensetzung wurde mit der Formel AuNNH3 · 1,5 H2O oder als Goldhydrazid beschrieben. Auch die Zusammensetzung Au2O3 · 4NH3 wurde berichtet.  Bei seiner Verbrennung entsteht ein purpurroter Rauch. Bei der Herstellung von Goldkatalysatoren durch Imprägnierung mit Ammoniak wurde über den explosionsartigen Zerfall dieser Katalysatoren berichtet. Aufgrund des immensen Interesses an der Untersuchung von Gold in der Chemiegeschichte wurden viele Verfahren erarbeitet Knallgold zu synthetisieren, jedoch führen nicht alle Synthesewege zum gleichen Endprodukt.
Nach Ernst Weitz und Steinhauser et al. lassen sich sehr homogene Proben durch Hydrolyse von [Au(NH3)4](NO3)3 mit Cl− herstellen. Dabei führen unterschiedliche Synthesewege sowie die Verwendung unterschiedlicher Ammoniakmengen bei der Ausfällung der Proben zu unterschiedlichen Endergebnissen aufgrund wechselnder Verhältnisse von Au, N, H und Cl. Aufgrund seiner physikalischen und chemischen Eigenschaften kann Knallgold unter normalen Methoden nicht kristallisieren, was die Bestimmung der Kristallstruktur zu einem Problem macht. Nach umfangreichen Kristallisationsversuchen von Steinhauser et al. und schwingungsspektroskopischen Untersuchungen folgerten diese, dass Knallgold eine amorphe Mischung von polymeren Verbindungen ist, die über μ-NH2 und μ3-NH-Brücken verknüpft sind. Weiterhin wiesen sie nach, dass Knallgold in Acetonitril und Dimethylformamid nur wenig löslich ist. Jüngste EXAFS-Analysen von Joannis Psilitelis zeigten, dass Knallgold ein quadratisch-planares Tetraammin-Gold(III)-Kation mit vier oder einem Goldatom in der zweiten Koordinationssphäre aufweist. Diese Geometrie wird durch den diamagnetischen Charakter des Knallgoldes unterstützt. Da es eine d8-Elektronenkonfiguration hat und diamagnetisch ist, muss es eine quadratische planare Geometrie haben.

## Physikalische Eigenschaften
Knallgold ist in den meisten Lösungsmitteln nur schlecht löslich, wohingegen es in wässrigen Gold(III)-, Ammoniak- und Chloridsystemen gut löslich ist.
Bei der Explosion entsteht purpurfarbener Rauch. 2023 konnten Forscher der Universität Bristol nachweisen, dass die Farbe durch kugelförmige Gold-Nanopartikel hervorgerufen wird.

## Verwendung
Aufgrund seiner hohen Brisanz, der Reib- und Schlagempfindlichkeit und des daraus resultierenden problematischen Umgangs fand Knallgold bisher keine nennenswerte technische Anwendung. Praktische Anwendungen beschränkten sich vorwiegend auf den Labormaßstab. Im 17. Jahrhundert nutzte Johann Rudolf Glauber die bei den Detonationen entstehenden purpurroten Dämpfe um Objekte mit Gold zu bedampfen, ein weiteres Rezept zur Mattvergoldung von Objekten ohne vorherige Verkupferung des Untergrundes mittels Knallgold liefert ein anonymer Autor aus dem Jahre 1847. Aufgrund seiner lichtempfindlichen Eigenschaften wurde es gelegentlich in der Fotografie verwendet. Bemerkenswert ist jedoch, dass Knallgold einer der frühesten Initialsprengstoffe war, lange bevor gebrauchsfähigere Stoffe entwickelt und eingesetzt wurden. Die äußerst problematische Natur der Verbindung verhindert die praktische Anwendung als Sprengstoff. Es existieren gut funktionierende Verfahren zur Extraktion von Edelmetallen aus Elektronikschrott mittels Biogas, jedoch verhindert die Entstehung von Knallgold und anderer Edelmetallamine derzeit eine weitere Verbreitung dieser Verfahren. Weiterhin wurde ein Patent auf Verfahren zur Gewinnung hochreinen Goldes für die Elektronik aus Gold mit geringer Reinheit angemeldet, bei dem Knallgold als Zwischenprodukt entsteht.

## Sicherheitshinweise
Knallgold ist äußerst reaktiv und es sollte vermieden werden, dass diese Substanz auch nur versehentlich durch Mischen von Goldchlorid- oder -hydroxidsalzen mit Ammoniak- oder Ammoniumsalzen entsteht, da sie selbst bei geringsten Berührungen explosionsfähig ist. Niederschläge von Knallgold sollten nicht mit Wasser oder Ammoniaklösung in Berührung kommen. Unbeabsichtigt entstandene Gold(III)-Komplexe mit Ammoniak sollten nicht gänzlich getrocknet, und trockene Substanzen vor Reibung und Schlag geschützt werden. Eine sichere Entsorgung kann durch Verdünnung mit Salzsäure erreicht werden.